# 王小东 (政治人物)

王小东（1962年1月—），山西省灵丘县人，男，汉族，中华人民共和国官员。王小东1976年12月入伍参加工作，1980年5月加入中国共产党。毕业于石家庄陆军学院政治系、解放军防化指挥学院党政基础理论专业、安徽财贸学院金融专业研究生课程进修班及华中科技大学机械学院在职研究生班工业工程专业，在职研究生及工程硕士。曾任中共广西壮族自治区党委常委、南宁市委书记。

## 生平
1976年，任北京军区战士、排长、副政治指导员。1983年，在石家庄陆军学校政治指导专业学习。1985年，任北京卫戍区后勤部干事、副处长、处长。

### 供销社
1996年，任中华全国供销合作总社办公厅正处级秘书。2000年，任中华全国供销合作总社监察局副局长。2004年，任中华全国供销合作总社监察局副局长、正局级纪检监察专员（其间：2005年3月－2007年4月挂职任中共钦州市委副书记）。

### 广西
2007年4月，任中共广西壮族自治区党委组织部副部长。2009年2月，任中共北海市委书记。2013年12月，任中共广西壮族自治区党委常委、北海市委书记。2015年5月26日，改兼任中共南宁市委书记，接替因严重违纪违法落马的余远辉。该次任命发生在余远辉落马两个工作日之后，在省会城市市委书记的任命中属于非常快速的。2021年9月3日，王小东再次当选南宁市委书记。2021年11月，不再担任中共广西壮族自治区党委常委、南宁市委书记。同年12月，任广西壮族自治区人大常委会党组副书记。2022年1月，任广西壮族自治区人大常委会副主任。2023年1月退休。